# 独立党 (老挝)
独立党（寮語： Phak Seri）是老挝的一个政党，成立于1945年，由培·萨纳尼空领导，1958年与老挝国家党合并成为老挝人民联合党。 